# 2020 في السودان
يسرد ما يلي الأحداث التي وقعت خلال عام 2020 بالسودان.

## المناصب
- رئيس الوزراء: عبد الله حمدوك

## الأحداث
- الحرب في دارفور مستمرة.

### مارس
- في 13 مارس 2020 تم الإبلاغ عن أول حالة إصابة مؤكدة بفيروس كورونا في ولاية الخرطوم، وهو رجل توفي في 12 مارس 2020 كان قد زار الإمارات العربية المتحدة في الأسبوع الأول من مارس.[1][2]
- توقف السودان عن إصدار تأشيرات ورحلات لثمانية دول بما في ذلك إيطاليا ومصر بسبب مخاوف من تفشي كورونا.[3]

## الوفيات
- 9 فبراير - عبد العزيز المبارك (69 عاما) مغني.[4]
- 25 مارس - جمال الدين عمر (60 عاما)، عسكري وسياسي.[5]
- 8 سبتمبر - ستونة (58 عاما)، ممثلة ومغنية.[6]
- 21 نوفمبر - أحمد المصطفى الحاج (69 عاما)، شاعر وقاصّ وصحافي وروائي.[7]
- 26 نوفمبر - الصادق المهدي (84 عاما)، سياسي ومفكر.[8]
- 21 ديسمبر - بهاء الدين نوري، (45 عاما)، كهربائي من دارفور، عُذّب حتى الموت.[9]
- 27 ديسمبر - عبد الرحمن نور الدائم التوم، سياسي سوداني، والي ولاية النيل الأزرق.[10]